# Gaetano Pecoraro
Gaetano Pecoraro (Palermo, 4 settembre 1984) è un giornalista e personaggio televisivo italiano.

## Biografia
Nato a Palermo nel 1984, ha studiato presso il Liceo Scientifico Albert Einstein. Successivamente si è laureato in Storia Contemporanea presso l'Università degli Studi di Roma "La Sapienza". Ha iniziato la sua carriera di giornalista nella redazione di Telejato di Partinico, per poi collaborare con l'Ansa di Milano e il Fattoquotidiano.it, occupandosi di politica, giudiziaria, mafia e società. Dal 2011 è stato per cinque anni inviato di Piazzapulita su LA7, dedicandosi alle inchieste televisive e dal 2015 è inviato de Le Iene su Italia1; nell’aprile 2017 è stato l’unico giornalista a raccontare dal territorio siriano l'attacco chimico di Khan Shaykhun durante la guerra civile. Nel 2019 la sua inchiesta sui "chierichetti del Papa" ha riscosso l'interesse dei media internazionali. Il 29 marzo 2021 esce il suo primo podcast "Armisanti. Vite mafiose e morti ordinarie", prodotto da Dopcast in esclusiva per Audible.

## Riconoscimenti
Ha ottenuto diversi riconoscimenti: nel 2012 ha vinto il Premio Mario Francese (sezione giovani); nel 2016 ha ricevuto il Premio Franco Giustolisi "Giustizia e verità" per un'inchiesta sui militari italiani vittime dell'uranio impoverito; nel 2017 ha vinto il premio internazionale l'Anello Debole Comunità di Capodarco, con un reportage sull’impatto globale dei pesticidi. Nel 2020, per il suo impegno contro le mafie, gli è stato assegnato il Magna Grecia Awards.

## Vita privata
Ha una compagna, Marilù Palmieri, e un figlio di nome Giuseppe. Ha una grande passione per il tennis.